# SOUR
《SOUR》是美國創作歌手奧莉維亞·羅德里戈的首張錄音室專輯。發行日期為2021年5月21日，由格芬唱片發行。專輯在COVID-19封城期間隔離錄製，由丹·尼格羅製作並參與創作。《SOUR》原計劃作為羅德里戈的首張EP，但由於她的首支單曲〈駕照〉大獲成功，《SOUR》被擴展為完整長度的專輯。
《SOUR》的靈感來自羅德里戈喜愛的多種曲風及詞曲作家，專輯的主要曲風為流行和另類流行，曲風從有力的流行朋克歌曲跨越到bedroom pop抒情歌曲。專輯主題集中在青少年、失敗的戀情和心痛。羅德里戈說專輯探討了她的作為一名17歲的青少年所遇到的危險和發現，專輯標題意指年輕人常被指責的「sour」情感經驗，像是憤怒、嫉妒和不開心。《SOUR》發行後受到評論稱讚；評論認為其為一張精彩的首張專輯，強調了羅德里戈多才多藝的音樂、真摯的歌詞和Z世代的呼聲。
《SOUR》發行前共有5支單曲，均登上了美國《告示牌》百强单曲榜50名以内。首支單曲〈駕照〉登上冠軍，並讓羅德里戈在主流樂壇佔據一席之地。第2支單曲為〈既視感〉，登上了第3名；第3支單曲〈很好啊〉也登上冠軍：第4支单曲〈叛徒〉更登上了第9名：第5支单曲〈残酷〉再登上了第12名。這讓羅德里戈成為百大單曲榜史上首位前2支單曲都空降前10名的藝人，《SOUR》成為榜單史上首張擁有2支空降冠軍單曲的首張專輯。另外，歌曲〈叛徒〉登上第9名，為專輯第4支前10名歌曲。《SOUR》在美國《公告牌》二百强专辑榜空降冠軍，為2021年最佳首週銷量，並在其他多國登頂，例如澳洲、加拿大、愛爾蘭、紐西蘭和英國。專輯還打破了Spotify全球紀錄，為首週收聽次數最多的女歌手專輯。

## 背景
2020年，羅德里戈與格芬唱片簽約，以在次年發行她的首張EP。美國詞曲作家、製作人丹尼爾·尼格羅的一名朋友推薦他去聽羅德里戈在《歌舞青春電視劇原聲帶》（2020年）中的歌曲。尼格羅被「完全地震驚」了，並在Instagram上與羅德里戈聯繫，提議與她合作。在COVID-19疫情影響到美國不久前，二人會面以進一步瞭解對方。他們找到居家隔離期間安全工作的方法後便開始合作。2021年1月8日，她發行了首支單曲〈駕照〉，製作人為尼格羅，在商業和評論上取得了史無前例的成功。《告示牌》稱該單曲是百强单曲榜史上最顯要的冠軍歌曲之一。
2021年3月下旬，羅德里戈開始預告下一支單曲，封存了她過去的Instagram貼文，並在社交媒體帳號上發佈了歌曲的神祕預告片；3月29日，她宣布單曲標題為〈Deja Vu〉（既視感），並將在3天後發行，還向粉絲保證不是在開愚人节玩笑。在同一則貼文中，她也揭露了歌曲的封面。隨著她獲得主流成功，羅德里戈對發行小規模的EP感到不悅，認為一張完整長度的專輯能「真正反映（她）所能做到的」，於是她聲明將會發行錄音室專輯，而不是EP。

## 曲目列表
製作人員名單來自專輯內頁說明。除另有注明，所有的曲目均由丹·尼格罗担任制作人。
| 《SOUR》曲目列表 | 《SOUR》曲目列表                          | 《SOUR》曲目列表                                      | 《SOUR》曲目列表                    | 《SOUR》曲目列表 |
| 曲序             | 曲目                                      | 词曲                                                  | 制作人                              | 时长             |
| ---------------- | ----------------------------------------- | ----------------------------------------------------- | ----------------------------------- | ---------------- |
| 1.               | 残酷 Brutal                               | 奥利维亚·罗德里戈 丹尼尔·尼格罗                       |                                     | 2:23             |
| 2.               | 叛徒 Traitor                              | 罗德里戈 尼格罗                                       |                                     | 3:49             |
| 3.               | 駕照 Drivers License                      | 罗德里戈 尼格罗                                       |                                     | 4:02             |
| 4.               | 進一步退三步 1 Step Forward, 3 Steps Back | 罗德里戈 泰勒·斯威夫特 杰克·安东诺夫                  | 尼格罗 罗德里戈 [a]                 | 2:43             |
| 5.               | 既視感 Deja Vu                            | 罗德里戈 尼格罗 斯威夫特 安东诺夫 安妮·克拉克         |                                     | 3:35             |
| 6.               | 很好啊 Good 4 U                           | 罗德里戈 尼格罗 海莉·威廉姆斯 乔什·法罗 （ 英语 ： Josh Farro） | 尼格罗 亚历山大23 （ 英语 ： Alexander 23） [a] | 2:58             |
| 7.               | 對你來說夠了 Enough for You               | 罗德里戈                                              | 尼格罗 罗德里戈 [a]                 | 3:22             |
| 8.               | 更开心 Happier                            | 罗德里戈                                              |                                     | 2:55             |
| 9.               | 忌妒，忌妒 Jealousy, Jealousy             | 罗德里戈 尼格罗 凯西·史密斯                           | 尼格罗 果醬城 （ 英语 ： Jam City） [b]     | 2:53             |
| 10.              | 最爱的犯罪 Favorite Crime                 | 尼格罗 罗德里戈                                       |                                     | 2:32             |
| 11.              | 希望你很好 Hope Ur OK                     | 尼格罗 罗德里戈                                       |                                     | 3:29             |
| 总时长：         | 总时长：                                  | 总时长：                                              | 总时长：                            | 34:41            |

### 註解
- ^[a] 为共同製作人
- ^[b] 为副製作人
- 所有曲目標題均風格化為全小寫。
- 〈進一步退三步〉插值（英语：Interpolation (popular music)）了歌曲（2017年），該曲的詞曲作家為泰勒·斯威夫特和杰克·安东诺夫。[14]
- 〈既視感〉插值了歌曲〈慘痛夏日〉（2019年），該曲的詞曲作家為斯威夫特、安东诺夫和安妮·克拉克。

## 榜單成績
| 榜單（2021年）                        | 最高 排名 |
| ------------------------------------- | --------- |
| 澳大利亞（ARIA專輯榜）                | 1         |
| 奧地利（奧地利Ö3專輯榜）              | 1         |
| 比利時法蘭德斯（Ultratop專輯榜）      | 1         |
| 比利時瓦隆（Ultratop專輯榜）          | 3         |
| 加拿大专辑榜（《告示牌》）            | 1         |
| 捷克（ČNS IFPI專輯榜）                | 1         |
| 丹麥（Hitlisten專輯榜）               | 1         |
| 荷蘭（MegaCharts專輯榜）              | 1         |
| 芬蘭專輯榜（芬兰官方榜单）            | 2         |
| 法國（SNEP專輯榜）                    | 8         |
| 德國（Offizielle Top 100專輯榜）      | 7         |
| 愛爾蘭（IRMA專輯榜）                  | 1         |
| 義大利（FIMI專輯榜）                  | 12        |
| 日本熱門專輯榜（《Billboard Japan》） | 22        |
| 日本（Oricon專輯榜）                  | 15        |
| 立陶宛專輯榜（AGATA）                 | 4         |
| 紐西蘭專輯榜（新西兰唱片音乐协会）    | 1         |
| 挪威（VG-lista專輯榜）                | 1         |
| 波蘭（ZPAV專輯榜）                    | 16        |
| 葡萄牙（AFP專輯榜）                   | 1         |
| 蘇格蘭（OCC專輯榜）                   | 1         |
| 斯洛伐克專輯榜（ČNS IFPI）            | 3         |
| 西班牙（PROMUSICAE專輯榜）            | 1         |
| 瑞典（Sverigetopplistan專輯榜）       | 1         |
| 瑞士（Schweizer Hitparade專輯榜）     | 3         |
| 英國（OCC專輯榜）                     | 1         |
| 美國《公告牌》二百强专辑榜            | 1         |

## 認證
| 地區                                                       | 认证       | 认证单位/销量 |
| ---------------------------------------------------------- | ---------- | ------------- |
| 澳大利亚（澳大利亚唱片业协会）                             | 3× 白金    | 210,000‡      |
| 奥地利（國際唱片業協會奧地利分會）                         | 白金       | 15,000‡       |
| 比利时（比利時唱片音樂協會）                               | 4× 白金    | 120,000‡      |
| 加拿大（加拿大音乐协会）                                   | 3× 白金    | 240,000‡      |
| 丹麦（國際唱片業協會丹麥分會）                             | 3× 白金    | 60,000‡       |
| 法国（法國唱片出版業公會）                                 | 白金       | 100,000‡      |
| 德国（聯邦音樂產業協會）                                   | 金         | 100,000‡      |
| 冰岛（冰島唱片業協會）                                     | 金         | 2,500         |
| 意大利（意大利音乐产业联盟）                               | 白金       | 50,000‡       |
| 墨西哥（墨西哥音像製品協會）                               | 4× 白金+金 | 630,000‡      |
| 新西兰（新西兰唱片音乐协会）                               | 4× 白金    | 60,000‡       |
| 挪威（國際唱片業協會挪威分会）                             | 3× 白金    | 60,000*       |
| 波兰（波蘭音像製造商協會）                                 | 4× 白金    | 80,000‡       |
| 葡萄牙（葡萄牙唱片業協會）                                 | 白金       | 15,000^       |
| 新加坡（新加坡唱片業協會）                                 | 白金       | 10,000*       |
| 西班牙（西班牙音樂製作協會）                               | 2× 白金    | 80,000‡       |
| 英国（英国唱片业协会）                                     | 3× 白金    | 900,000‡      |
| 美国（美國唱片業協會）                                     | 4× 白金    | 4,000,000‡    |
| 總計                                                       |            |               |
| 全球 含实际销量与流媒体认证销量                            | —          | 18,000,000    |
| *僅含認證的實際銷量 ^僅含認證的出貨量 ‡僅含認證的+實際銷量 |            |               |

## 發行紀錄
| 地區     | 日期          | 格式                         | 廠牌         | 版本                            | 編號           | 參考          |
| -------- | ------------- | ---------------------------- | ------------ | ------------------------------- | -------------- | ------------- |
| 多國     | 2021年5月21日 | 盒裝 卡帶 CD 數位下載 流媒体 | 格芬         | 標準版                          | --             | [ 62 ] [ 63 ] |
| 澳洲     | 2021年5月21日 | CD                           | 格芬         | 標準版                          | B003378502     | [ 64 ]        |
| 澳洲     | 2021年5月21日 | CD                           | 格芬         | 豪華版                          | B003378402     | [ 65 ]        |
| 日本     | 2021年6月2日  | CD                           | 日本環球音樂 | 標準版                          | UICF–9070      | [ 66 ]        |
| 日本     | 2021年6月2日  | CD                           | 日本環球音樂 | 豪華版                          | UICF–9071      | [ 67 ]        |
| 紐西蘭   | 2021年5月28日 | CD                           | 格芬         | 標準版                          | B003378502     | [ 68 ]        |
| 紐西蘭   | 2021年6月4日  | CD                           | 格芬         | 豪華版                          | B003378402     | [ 69 ]        |
| 台灣     | 2021年6月11日 | CD                           | 台灣環球唱片 | 標準版                          | 3807744A       | [ 70 ]        |
| 巴西     | 2021年7月7日  | CD                           | 格芬         | 標準版                          | 26060243807744 | [ 71 ]        |
| 多國     | 2021年8月20日 | LP（黑膠）                   | 格芬         | 標準版                          | B00338160      | [ 72 ]        |
| 澳洲     | 2021年8月20日 | LP                           | 格芬         | 標準版                          | B00338160      | [ 73 ]        |
| 紐西蘭   | 2021年8月20日 | LP                           | 格芬         | 標準版                          | 395270         | [ 74 ]        |
| 澳洲     | 2021年8月20日 | LP                           | 格芬         | JB Hi-Fi exclusive blue edition | B003382701     | [ 75 ]        |
| 紐西蘭   | 2021年8月20日 | LP                           | 格芬         | JB Hi-Fi exclusive blue edition | B003382701     | [ 76 ]        |
| 马来西亚 | 2021年9月17日 | CD                           | 格芬         | 标准版                          | 602438077441   | [ 77 ]        |

## 註解
1. ↑  意為不友好的；壞脾氣的[4]

## 外部連結
- 在Discogs上的《Sour》（发行列表）